# Androcotyla arenariae
Androcotyla arenariae är en plattmaskart. Androcotyla arenariae ingår i släktet Androcotyla och familjen Microphallidae. Inga underarter finns listade i Catalogue of Life.